# Бругерача-Черине (Варезе)
Бругерача-Черине је насеље у Италији у округу Варезе, региону Ломбардија.
Према процени из 2011. у насељу је живело 43 становника. Насеље се налази на надморској висини од 285 м.